# 内間木村
内間木村（うちまぎむら）は、埼玉県新座郡、北足立郡に存在した村。1955年（昭和30年）4月1日、朝霞町との合併により消滅した。

## 地理
- 埼玉県北足立地域の荒川右岸（旧新座郡域）に位置する。
- 2006年現在における朝霞市北半にあたる。

## 歴史
- 1889年（明治22年）4月1日 - 町村制施行に際し上内間木、下内間木、浜崎、田島、宮戸の5箇村が合併し、新座郡内間木村が成立。初代村長は元志木宿兼膝折村連合戸長の野島呈輔、助役は元浜崎村連合筆生の高橋佐太郎。収入役は同じく元浜崎村連合筆生の木下鉄太郎[2]。役場は当初大字田島に置かれたが、後に大字浜崎に移された[3]。
- 1891年（明治24年） - 前年帝国議会の郡分合ニ関スル法案に基づいて提案された新座郡の北足立郡への統合に反対し北豊島郡への合併を請願する運動が起き、内務省・埼玉県・東京府に請願書が提出された[4]。
- 1896年（明治29年）3月29日 - 新座郡の北足立郡への編入に伴い、所属郡が北足立郡となる。
- 1923年（大正13年）荒川大改修が完成し、重瀬地区が荒川東岸に分離される。
- 1933年（昭和8年） - 旧新座郡地域の東京市への合併請願運動が起きるが失敗に終わる[4]。
- 1944年（昭和19年）2月11日 - 戦時町村合併促進法により志木町、入間郡宗岡村、水谷村と合併し、志紀町が成立。内間木村は一時消滅。荒川左岸側に突き出している重瀬地区は同日美笹村に編入された。
- 1948年4月1日 - 志紀町が解体され、元の1町3村に戻り、内間木村も再置された。但し元来入間郡に所属していた宗岡村，水谷村は北足立郡所属のままであった。
- 1955年（昭和30年）4月1日 - 内間木村は朝霞町と合併し、新たに朝霞町が成立。内間木村は消滅した。

## 大字
- 上内間木
- 下内間木
- 田島
- 浜崎
- 宮戸